# انبعاث أيوني حراري

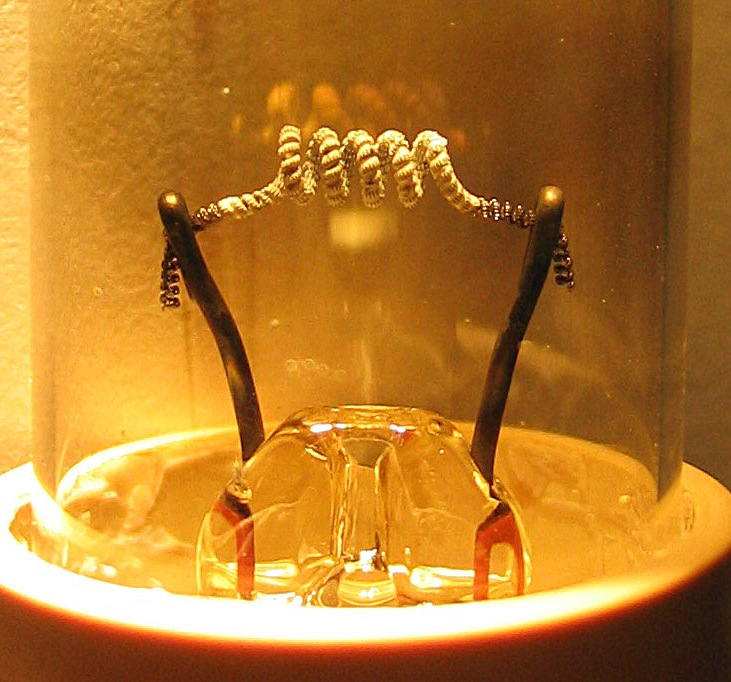
الفتيل في اللمبة.

الانبعاث الأيوني الحراري (أو الإصدار الأيوني الحراري Thermionic emission) أو ما يسمّى بتأثير إديسون  في الفيزياء هو سريان إلكترونات أو جسيمات مشحونة تحت تأثير الحرارة عابرة سطحا أو عابرة لحاجز جهد . ويحدث ذلك بسبب تغلب طاقة الجسيمات المكتسبة من الحرارة على الجهد الرابط والمعروف ب دالة شغل النوعية للمعدن . وقد تكون حاملات الشحنة إلكترونات أو أيونات . تسمى هذه الظاهرة أحيانا الانبعاث الحراري للإلكترونات .
عندما يمر تيار كهربائي في فتيل اللمبة يسخن الفتيل وتبدأ الإلكترونات تغادر الفتيل تحت فعل الحرارة (تثار الإلكترونات)، تنفر من مستوى فيرمي في ذرات التنجستن المصنوع منه الفتيل ، ثم يجذبها الفتيل إليه ثانيا وتعود الإلكترونات «المثارة» إلى ذراتها في الفتيل . عندئذ تنطلق من الإلكترونات فوتونات والتي هي الضوء الذي ينبعث من المصباح . نظرا لكون المصباح مفرغا من الهواء أو أحيانا يكون ممتلأ بغاز خامل فلا يحترق الفتيل ويمكنه العمل لمدة ليست وجيزة حتى ينقطع ويفسد المصباح .

## معادلة ريتشاردسون
تعطي معادلة ريتشاردسون كثافة تيار الإلكترونات J المنبعثة من المعدن عند درجة حرارة عالية :
{\displaystyle J=AT^{2}e^{-{\frac {W_{\mathrm {e} }}{k_{\mathrm {B} }T}}}}
حيث:
T درجة الحرارة المطلقة,
We طاقة تطاير الإلكترونات ,
kB ثابت بولتزمان
و A ثابت ريتشردسون .
تبلغ شغل تطاير الإلكترونات عادة بين 1 إلكترون فولت و 6 إلكترون فولت . ويعتمد ثابت ريتشاردسون عادة على نوع المعدن وهيئة سطح المعدن ، وتبلغ بين
{\displaystyle 10^{6}{\tfrac {\mathrm {A} }{\mathrm {m^{2}K^{2}} }}} للتنجستن و {\displaystyle 10^{2}{\tfrac {\mathrm {A} }{\mathrm {m^{2}K^{2}} }}} لبعض أكاسيد المعادن .
قام «ساول دوشمان» بدراسة الظاهرة وصاغ معادلة تعطي ثابت ريتشاردسون بالتقريب:
{\displaystyle A={\frac {4\pi mk_{\mathrm {B} }^{2}e}{h^{3}}}=1{,}20173\times 10^{6}\,{\frac {\mathrm {A} }{\mathrm {m^{2}\,K^{2}} }}}
حيث:
m و e كتلة الإلكترون وبالتالي شحنة الإلكترون
kB ثابت بولتزمان ،
و h ثابت بلانك.
وتعرف المعادلة :
{\displaystyle J={\frac {4\pi me}{h^{3}}}(k_{\mathrm {B} }T)^{2}e^{-{\frac {W_{\mathrm {e} }}{k_{\mathrm {B} }T}}}}
أيضا  بمعادلة ريتشاردسون-دوشمان . 

## اقرأ أيضا
- مستوى فيرمي
- تأثير كهرضوئي
- تأثير ضوء جهدي
- خلية شمسية
- تأثير كومبتون
- إنتاج زوجي
- تأثير كهرضوئي

- اشعاع تأين حراري
- تأثير كهرضوئي
- تأثير ضوء جهدي
- خلية شمسية
- تأثير كومبتون
- إنتاج زوجي
- تأثير كهرضوئي
- مستوى فيرمي